# Schwaig bei Nürnberg
Schwaig bei Nürnberg település Németországban, azon belül Bajorországban. Lakosainak száma 9089 fő (2023. december 31.).

## Népesség
A település népessége az elmúlt években az alábbi módon változott:
| Lakosok száma | 324  | 2898 | 5938 | 8175 | 8411 | 8589 | 8683 | 8885 | 8942 | 9089 |
|               | 1875 | 1950 | 1975 | 1987 | 2012 | 2014 | 2016 | 2017 | 2021 | 2023 |